# 진 출공
진 출공은 전국시대 진나라의 군주이다. 진 혜공의 아들로, 출자라고 불렸다. 기원전 387년에 즉위하여 즉위시 나이가 어렸고 지지기반이 미약하여 귀족들의 마음이 당시 위나라에 있던 진 영공의 아들인 사습에게 돌아갔다. 처음에 진 회공이 태자 소자와 진 간공을 낳았는데, 소자가 일찍 죽어 소자의 아들 진영공이 섰다. 진 영공이 죽자 사습이 쫓겨나고 간공이 즉위하여 진 혜공에게 전해졌고, 이때에 이르러 출자가 선 것이다. 사습이 귀환하자 진나라의 서장은 출자와 그의 모친을 죽여 깊은 연못에 던져넣었다. 사습이 즉위하니 진 헌공으로, 진나라는 소자의 계통으로 이어졌으며 진 간공의 후예는 끊어졌다. (기원전 385년)